# Rundll
Rundll – program ten umożliwia uruchomienie funkcji wyeksportowanych z plików DLL. Działa on w środowisku Microsoft Windows. Wprowadza się go z wiersza poleceń (cmd.exe lub command.com). Wersja Rundll.exe otwiera pliki 16-bitowe (nie działa ona w systemie Windows NT 4.0), a wersja Rundll32.exe pliki 32-bitowe. Jeśli do programu dodana zostanie nieodpowiednia biblioteka, np. próbując otworzyć programem rundll32.exe 16-bitową bibliotekę, program nic nie zrobi, nie wyświetlając komunikatu o błędzie. Kolejnym minusem jest to, że nie każdą funkcję można uruchomić. Daje się wyeksportować funkcje tylko z tych bibliotek, które zostały zaprojektowane do wykorzystania z narzędziem rundll. Początkowo było ono stworzone tylko do wewnętrznego użytku Microsoftu. Opis poniższy będzie głównie o rundll32.exe, ponieważ biblioteki obsługujące architekturę 16-bitową już praktycznie nie występują, a świat powoli przestawia się na 64 bity.

## Bezpieczeństwo
Standardowo narzędzie to występuje w folderze %SystemRoot%\System32 lub %SystemRoot%\SysWow64 (jeżeli mamy system 64-bitowy).
W momencie, w którym odnajdzie się plik rundll32.exe w innym miejscu, należy go usunąć, ponieważ prawdopodobnie podszył się pod niego jeden z wirusów:
- W32.Miroot.Worm
- Backdoor.Lastdoor
- Trojan.StartPage

Można też sprawdzić za pomocą polecenia tasklist, jakie pliki biblioteki DLL używa nasz rundll32.exe.
```
tasklist /m /fi "IMAGENAME eq rundll32.exe" >C:\rundll32.txt
```

Polecenie to zapisze nam spis uruchomionych bibliotek do pliku „rundll32.txt” na dysku C. Można oczywiście uruchomić je bez „>C:\rundll32.txt”, co będzie skutkowało wyświetleniem tych bibliotek na ekranie zamiast zapis do pliku.

## Sposób użycia
```
Rundll.exe [nazwa_biblioteki_dll], [punkt_wejścia] [argumenty]
Rundll32.exe [nazwa_biblioteki_dll], [punkt_wejścia] [argumenty]
```

przykład:
```
Rundll32.exe shell32.dll, Control_RunDLL
```

Spowoduje wyświetlenie panelu sterowania.

## Przykłady
- Rundll32.exe desk.cpl,InstallScreenSaver             – wyświetla okno wygaszacza ekranu
- Rundll32.exe diskcopy, DiskCopyRunDLL                – wyświetla okno dialogowe kopiuj dysk
- Rundll32.exe exekrnl386.exe,GlobalrealLoc            – przerwanie wszystkich funkcji systemowych
- Rundll32.exe krnl386.exe,ExitKernel                  – zamknięcie sesji kernela (szybkie zamknięcie systemu)
- Rundll32.exe mouse, disable                          – powoduje zablokowanie myszki
- Rundll32.exe keyboard, disable                       – powoduje zablokowanie klawiatury
- Rundll32.exe msprint2.dll,RUNDLL_PrintTestPage       – powoduje wydrukowanie strony testowej
- Rundll32.exe shell, shellexecute                     – otwiera okno Eksplorera
- Rundll32.exe shell32.dll,Control_RunDLL              – otwiera Panel sterowania
- Rundll32.exe shell32.dll,Control_RunDLL main.cpl @0  – wyświetla okno właściwości myszy
- Rundll32.exe shell32.dll,Control_RunDLL main.cpl @1  – wyświetla okno właściwości klawiatury
- Rundll32.exe shell32.dll,Control_RunDLL main.cpl @2  – wyświetla okno właściwości drukarek
- Rundll32.exe shell32.dll,Control_RunDLL main.cpl @3  – wyświetla okno właściwości czcionek
- Rundll32.exe shell32.dll,Control_RunDLL sysdm.cpl    – wyświetla okno właściwości systemu
- Rundll32.exe shell32.dll,OpenAs_RunDll               – wyświetla okno dialogowe Otwórz z...
- Rundll32.exe shell32.dll,ShellAboutA                 – informacja o pamięci fizycznej i zasobach
- Rundll32.exe shell32.dll,SHexitWindowsEX 0           – powoduje wylogowanie z Windows
- Rundll32.exe shell32.dll,SHexitWindowsEX 1           – zamyka Windows
- Rundll32.exe shell32.dll,SHexitWindowsEX 2           – restartuje Windows
- Rundll32.exe shell32.dll,SHexitWindowsEX 3           – restartuje powłokę Windows
- Rundll32.exe shell32.dll,SHFormatDrive               – wyświetla okno formatowania dysku
- Rundll32.exe user, disableoemlayer                   – wyłącza grafikę Windows
- Rundll32.exe user, enableoemlayer                    – włącza grafikę Windows
- Rundll32.exe user, exitwindows                       – wychodzi z Windows
- Rundll32.exe user, repaintscreen                     – odświeża ekran
- Rundll32.exe user, setcaretblinktime [n]             – ustawia szybkość migania kursora
- Rundll32.exe user, setdoubleckilcktime [n]           – ustawia szybkość dwukrotnego kliknięcia myszką
- Rundll32.exe user, setcursorpos                      – przesuwa kursor w lewy górny róg ekranu (pozycja 0, 0)
- Rundll32.exe user, swapmousebutton                  – zamienia klawisze myszki
- Rundll32.exe user, tilechildwindows                  – wyświetla okna w rzędzie
- Rundll32.exe user, cascadechildwindows               – wyświetla okna kaskadowo
- Rundll32.exe user, wnetdisconnectdialog              – wyświetla okno dialogowe „odłącz dysk sieciowy”
- Rundll32.exe user.exe,MessageBeep                    – odtwarza dźwięk Beep(inne języki) (z głośniczka systemowego)
- Rundll32.exe shell32.dll,Control_RunDLL datetime.cpl – wyświetla okno ustawień daty i czasu
- Rundll32.exe shell32,Control_RunDLL powercfg.cpl     – wyświetla okno zarządzania energią
- Rundll32.exe sysdm.cpl,InstallDevice_Rundll          – wyświetla okno kreatora dodawania nowego sprzętu
- Rundll32.exe shell32.dll,Control_RunDLL joy.cpl      – wyświetla okno kontrolerów gry
- Rundll32.exe shell32.dll,Control_RunDLL desk.cpl     – wyświetla okno właściwości ekranu
- Rundll32.exe shell32,Control_RunDLL sticpl.cpl       – wyświetla okno właściwości skanerów i drukarek
- Rundll32.exe shell32,Control_RunDLL intl.cpl         – wyświetla okno ustawień regionalnych
- Rundll32.exe shell32,Control_RunDLL sysdm.cpl        – wyświetla okno właściwości systemu